# Copa Intercontinental de Padbol 2015

La Copa Intercontinental de Padbol 2015 fue la primera edición del torneo. Se desarrolló entre el 19 y el 21 de noviembre en Islas Canarias, España. Participaron 15 parejas representando a sus clubes, provenientes de Argentina, Brasil, España, Francia, Italia, Portugal, Rumania, Suecia, Suiza y Uruguay. 
Se consagró campeón el club Padbol Canario con Chus Almeida y Jorge Belza. En la final le ganaron al club argentino La Meca Padbol Club con Gonzalo Maidana y Lisandro Narbaitz.

## Clubes participantes
| País              | Clubes                                              | Parejas                                   |
| ----------------- | --------------------------------------------------- | ----------------------------------------- |
| Argentina 2 cupos | La Meca Padbol Club 1 La Meca Padbol Club 2         | Labayen/Vaioli Maidana/Narbaitz           |
| Brasil 1 cupo     | Coritiba Padbol Club                                | Aldo/Fernando                             |
| España 2 cupos    | Club de Padbol Canario 1 Club de Padbol Canario 2   | Almeida/Belza Arana/Santana               |
| Francia 1 cupo    | Footsal Villeneuve D'ascq                           | Maxime/Vernier                            |
| Italia 1 cupo     | Colle La Salle Padbol Club                          | Minchillo/Rubertà                         |
| Portugal 2 cupos  | Cris Pedras Padbol Club 1 Cris Pedras Padbol Club 2 | Clara/van Dijk Correia Da Silva/Henriques |
| Rumania 2 cupos   | Padbol Club Bucharest 1 Padbol Club Bucharest 2     | Balaban/Neaga Dumitrescu/Marian           |
| Suecia 1 cupo     | Team DJ Padbol Club                                 | Fransson/Frohm                            |
| Suiza 2 cupos     | Padbol Club Niederbipp 1 Padbol Club Niederbipp 2   | Elsässer/Schneeberger Lulic/Messerli      |
| Uruguay 1 cupo    | Falta Uno Padbol                                    | Bella/Sobral                              |

## Sede
El torneo tuvo lugar en las instalaciones deportivas de la Autoridad Portuaria, actualmente llamadas La Luz Centro Deportivo, en Islas Canarias.

## Formato
El torneo constó de una Fase Inicial, con cinco clubes divididos en tres grupos, de los cuales clasificaron a la siguiente fase los mejores dos de cada grupo, más los dos mejores terceros. Luego se jugó una Fase a simple eliminación a partir de los cuartos de final.
Los partidos fueron al mejor de tres sets, con tiebreak. 
Los grupos fueron sorteados de la siguiente manera:
| Grupo A                   | Grupo B                   | Grupo C                    |
| ------------------------- | ------------------------- | -------------------------- |
| La Meca Padbol Club 1     | Falta Uno Padbol          | Club de Padbol Canario 1   |
| Club de Padbol Canario 2  | La Meca Padbol Club 2     | Cris Pedras Padbol Club 1  |
| Padbol Club Niederbipp 1  | Cris Pedras Padbol Club 2 | Colle La Salle Padbol Club |
| Footsal Villeneuve D'ascq | Padbol Club Bucharest 2   | Padbol Club Bucharest 1    |
| Team DJ Padbol Club       | Padbol Club Niederbipp 2  | Coritiba Padbol Club       |

## Resultados
- Leyenda: PJ: Partidos jugados; PG: Partidos ganados; PP: Partidos perdidos; SF: sets a favor; SC: sets en contra; GF: Games a favor; GC: Games en contra DS: Diferencia de sets. [10]

### Primera fase

#### Grupo A
| Equipo       | PJ | PG | PP | SF | SC | GF | GC | DS |
| ------------ | -- | -- | -- | -- | -- | -- | -- | -- |
| La Meca 1    | 4  | 4  | 0  | 8  | 0  | 49 | 9  | 8  |
| Canario 2    | 4  | 3  | 1  | 6  | 2  | 43 | 18 | 4  |
| Team DJ      | 4  | 2  | 2  | 4  | 4  | 25 | 28 | 0  |
| F.V.D.       | 4  | 1  | 3  | 2  | 6  | 22 | 37 | -4 |
| Niederbipp 1 | 4  | 0  | 4  | 0  | 8  | 1  | 48 | -8 |

| 19 de noviembre de 2015 | La Meca 1 | 6-0 6-1 | Team DJ |  |  |

| 19 de noviembre de 2015 | Canario 2 | 6-0 6-0 | Niederbipp 1 |  |  |

| 19 de noviembre de 2015 | La Meca 1 | 6-0 6-0 | Niederbipp 1 |  |  |

| 19 de noviembre de 2015 | F.V.D | 2-6 3-6 | Canario 2 |  |  |

| 19 de noviembre de 2015 | La Meca 1 | 7-5 6-2 | Canario 2 |  |  |

| 19 de noviembre de 2015 | Team DJ | 6-3 6-1 | F.V.D |  |  |

| 19 de noviembre de 2015 | Niederbipp 1 | 0-6 0-6 | Team DJ |  |  |

| 20 de noviembre de 2015 | La Meca 1 | 6-0 6-1 | F.V.D |  |  |

| 20 de noviembre de 2015 | Canario 2 | 6-0 6-0 | Team DJ |  |  |

| 20 de noviembre de 2015 | Niederbipp 1 | 0-6 1-6 | F.V.D |  |  |

#### Grupo B
| Equipo        | PJ | PG | PP | SF | SC | GF | GC | DS |
| ------------- | -- | -- | -- | -- | -- | -- | -- | -- |
| La Meca 2     | 4  | 4  | 0  | 8  | 0  | 49 | 18 | 8  |
| Falta Uno     | 4  | 3  | 1  | 6  | 2  | 43 | 18 | 4  |
| Cris Pedras 2 | 4  | 2  | 2  | 4  | 4  | 40 | 26 | 0  |
| Bucharest 2   | 4  | 1  | 3  | 2  | 6  | 18 | 37 | -4 |
| Niederbipp 2  | 4  | 0  | 4  | 0  | 8  | 2  | 48 | -8 |

| 19 de noviembre de 2015 | Falta Uno | 6-0 6-1 | Niederbipp 2 |  |  |

| 19 de noviembre de 2015 | La Meca 2 | 6-4 7-5 | Cris Pedras 2 |  |  |

| 19 de noviembre de 2015 | Falta Uno | 6-1 7-6 | Cris Pedras 2 |  |  |

| 19 de noviembre de 2015 | Bucharest 2 | 2-6 1-6 | La Meca 2 |  |  |

| 19 de noviembre de 2015 | Falta Uno | 2-6 4-6 | La Meca 2 |  |  |

| 19 de noviembre de 2015 | Niederbipp 2 | 1-6 0-6 | Bucharest 2 |  |  |

| 19 de noviembre de 2015 | Cris Pedras 2 | 6-0 6-0 | Niederbipp 2 |  |  |

| 20 de noviembre de 2015 | Falta Uno | 6-1 6-2 | Bucharest 2 |  |  |

| 20 de noviembre de 2015 | La Meca 2 | 6-0 6-0 | Niederbipp 2 |  |  |

| 20 de noviembre de 2015 | Cris Pedras 2 | 6-0 6-0 | Bucharest 2 |  |  |

#### Grupo C
| Equipo         | PJ | PG | PP | SF | SC | GF | GC | DS |
| -------------- | -- | -- | -- | -- | -- | -- | -- | -- |
| Canario 1      | 4  | 4  | 0  | 8  | 0  | 48 | 4  | 8  |
| Cris Pedras 1  | 4  | 3  | 1  | 6  | 2  | 39 | 15 | 4  |
| Colle La Salle | 4  | 1  | 3  | 3  | 6  | 29 | 50 | -3 |
| Coritiba       | 4  | 1  | 3  | 3  | 7  | 38 | 54 | -4 |
| Bucharest 1    | 4  | 1  | 3  | 2  | 7  | 24 | 55 | -4 |

| 19 de noviembre de 2015 | Canario 1 | 6-0 6-0 | Coritiba |  |  |

| 19 de noviembre de 2015 | Cris Pedras 1 | 6-1 6-0 | Colle La Salle |  |  |

| 19 de noviembre de 2015 | Canario 1 | 6-0 6-0 | Colle La Salle |  |  |

| 19 de noviembre de 2015 | Bucharest 1 | 0-6 0-6 | Cris Pedras 1 |  |  |

| 19 de noviembre de 2015 | Canario 1 | 6-1 6-2 | Cris Pedras 1 |  |  |

| 19 de noviembre de 2015 | Bucharest 1 | 7-6 1-6 7-6 | Coritiba |  |  |

| 19 de noviembre de 2015 | Colle La Salle | 5-7 6-2 6-7 | Coritiba |  |  |

| 20 de noviembre de 2015 | Canario 1 | 6-1 6-0 | Bucharest 1 |  |  |

| 20 de noviembre de 2015 | Cris Pedras 1 | 6-1 6-1 | Coritiba |  |  |

| 20 de noviembre de 2015 | Colle La Salle | 6-3 7-5 | Bucharest 1 |  |  |

### Segunda fase
|  | Cuartos de final | Cuartos de final | Cuartos de final | Cuartos de final | Cuartos de final |           |           | Semifinales | Semifinales | Semifinales | Semifinales | Semifinales |           |           | Final | Final | Final | Final | Final |  |
|  |                  |                  |                  |                  |                  |           |           |             |             |             |             |             |           |           |       |       |       |       |       |  |
|  |                  |                  |                  |                  |                  |           |           |             |             |             |             |             |           |           |       |       |       |       |       |  |
|  | 1                | Canario 1        | 6                | 6                |                  |           |           |             |             |             |             |             |           |           |       |       |       |       |       |  |
|  | 1                | Canario 1        | 6                | 6                |                  |           |           |             |             |             |             |             |           |           |       |       |       |       |       |  |
|  | 8                | Team DJ          | 0                | 1                |                  |           |           |             |             |             |             |             |           |           |       |       |       |       |       |  |
|  | 8                | Team DJ          | 0                | 1                |                  | Canario 1 | Canario 1 | 6           | 6           |             |             |             |           |           |       |       |       |       |       |  |
|  |                  |                  |                  |                  |                  | Canario 1 | Canario 1 | 6           | 6           |             |             |             |           |           |       |       |       |       |       |  |
|  |                  |                  | Canario 2        | Canario 2        | 4                | 4         |           |             |             |             |             |             |           |           |       |       |       |       |       |  |
|  | 5                | Cris Pedras 1    | Canario 2        | Canario 2        | 4                | 4         | 5         | 3           |             |             |             |             |           |           |       |       |       |       |       |  |
|  | 5                | Cris Pedras 1    |                  |                  |                  |           |           |             |             |             |             |             |           |           |       |       |       |       |       |  |
|  | 4                | Canario 2        | 7                | 6                |                  |           |           |             |             |             |             |             |           |           |       |       |       |       |       |  |
|  | 4                | Canario 2        | 7                | 6                |                  |           |           |             |             |             |             |             | Canario 1 | Canario 1 | 6     | 6     |       |       |       |  |
|  |                  |                  |                  |                  |                  |           |           |             |             |             |             |             | Canario 1 | Canario 1 | 6     | 6     |       |       |       |  |
|  |                  |                  | La Meca 2        | La Meca 2        | 3                | 3         |           |             |             |             |             |             |           |           |       |       |       |       |       |  |
|  | 3                | La Meca 2        | La Meca 2        | La Meca 2        | 3                | 3         | 6         | 6           |             |             |             |             |           |           |       |       |       |       |       |  |
|  | 3                | La Meca 2        |                  |                  |                  |           |           |             |             |             |             |             |           |           |       |       |       |       |       |  |
|  | 6                | Falta Uno        | 3                | 4                |                  |           |           |             |             |             |             |             |           |           |       |       |       |       |       |  |
|  | 6                | Falta Uno        | 3                | 4                |                  | La Meca 2 | La Meca 2 | 6           | 4           | 6           |             |             |           |           |       |       |       |       |       |  |
|  |                  |                  |                  |                  |                  | La Meca 2 | La Meca 2 | 6           | 4           | 6           |             |             |           |           |       |       |       |       |       |  |
|  |                  |                  | La Meca 1        | La Meca 1        | 3                | 6         | 4         |             |             |             |             |             |           |           |       |       |       |       |       |  |
|  | 7                | Cris Pedras 2    | La Meca 1        | La Meca 1        | 3                | 6         | 4         | 0           | 1           |             |             |             |           |           |       |       |       |       |       |  |
|  | 7                | Cris Pedras 2    |                  |                  |                  |           |           |             |             |             |             |             |           |           |       |       |       |       |       |  |
|  | 2                | La Meca 1        | 6                | 6                |                  |           |           |             |             |             |             |             |           |           |       |       |       |       |       |  |
|  | 2                | La Meca 1        | 6                | 6                |                  |           |           |             |             |             |             |             |           |           |       |       |       |       |       |  |
|  |                  |                  |                  |                  |                  |           |           |             |             |             |             |             |           |           |       |       |       |       |       |  |

#### Cuartos de final
| 20 de noviembre de 2015 | Canario 1     | 6-0 6-1 | Team DJ        |  |  |
|                         | Almeida/Belza |         | Fransson/Frohm |  |  |

| 20 de noviembre de 2014 | Cris Pedras 1  | 5-7 3-6 | Canario 2     |  |  |
|                         | Clara/van Dijk |         | Arana/Santana |  |  |

| 20 de noviembre de 2015 | La Meca 2        | 6-3 6-4 | Falta Uno    |  |  |
|                         | Maidana/Narbaitz |         | Bella/Sobral |  |  |

| 20 de noviembre de 2015 | Cris Pedras 2              | 0-6 1-6 | La Meca 1      |  |  |
|                         | Henriques/Correia da Silva |         | Labayen/Vaioli |  |  |

#### Semifinales
| 21 de noviembre de 2015 | Canario 1     | 6-4 6-4 | Canario 2     |  |  |
|                         | Almeida/Belza |         | Arana/Santana |  |  |

| 21 de noviembre de 2015 | La Meca 2        | 6-3 4-6 6-4 | La Meca 1      |  |  |
|                         | Maidana/Narbaitz |             | Labayen/Vaioli |  |  |

#### 3° y 4° puesto
| 21 de noviembre de 2015 | Canario 2     | 7-6 6-1 | La Meca 1      |  |  |
|                         | Arana/Santana |         | Labayen/Vaioli |  |  |

#### Final
| 21 de noviembre de 2015 | Canario 1     | 6-3 6-3 | La Meca 2        |  |  |
|                         | Almeida/Belza |         | Maidana/Narbaitz |  |  |

## Premios

### Mejor jugador
Este premio es una mención a aquel que se ha considerado como el mejor jugador del torneo.
| # | Jugadores       | Club      |
| - | --------------- | --------- |
| 1 | Jorge Belza     | Canario   |
| 2 | Gonzalo Maidana | La Meca 2 |
| 3 | Tomás Labayen   | La Meca 1 |

## Estadísticas
| Equipo | Equipo        | PJ | PG | PP | SF | SC | GF | GC | DS  | DG  |
| ------ | ------------- | -- | -- | -- | -- | -- | -- | -- | --- | --- |
| 1      | Canario 1     | 7  | 7  | 0  | 14 | 0  | 84 | 19 | +14 | +65 |
| 2      | La Meca 2     | 7  | 6  | 1  | 12 | 3  | 83 | 50 | +9  | +33 |
| 3      | Canario 2     | 7  | 5  | 2  | 10 | 4  | 77 | 45 | +6  | +32 |
| 4      | La Meca 1     | 7  | 5  | 2  | 11 | 4  | 81 | 39 | +7  | +42 |
| 5      | Cris Pedras 1 | 5  | 3  | 2  | 6  | 4  | 47 | 28 | +2  | +19 |
| 6      | Falta Uno     | 5  | 3  | 2  | 6  | 4  | 50 | 35 | +2  | +15 |
| 7      | Cris Pedras 2 | 5  | 2  | 3  | 4  | 6  | 41 | 38 | -2  | +3  |
| 8      | Team DJ       | 5  | 2  | 3  | 4  | 6  | 26 | 40 | -2  | -14 |

## Puntaje Ranking Internacional
Los puntos de esta edición de la Copa Intercontinental equivalieron al 50% de los que se otorgan en los Mundiales de Padbol. 
Los puntos obtenidos por los subcampeones Maidana/Narbaitz les permitieron quedar como líderes del Ranking Internacional de Padbol del 2015 y a Almeida/Belza acceder al podio del año. 